# SS Lusitania
El SS Lusitania fue un transatlántico portugués de doble hélice de 5.557 toneladas, construido en 1906 por Sir Raylton Dixon & Co, y propiedad de la Empresa Nacional de Navegação de Lisboa.

## Hundimiento

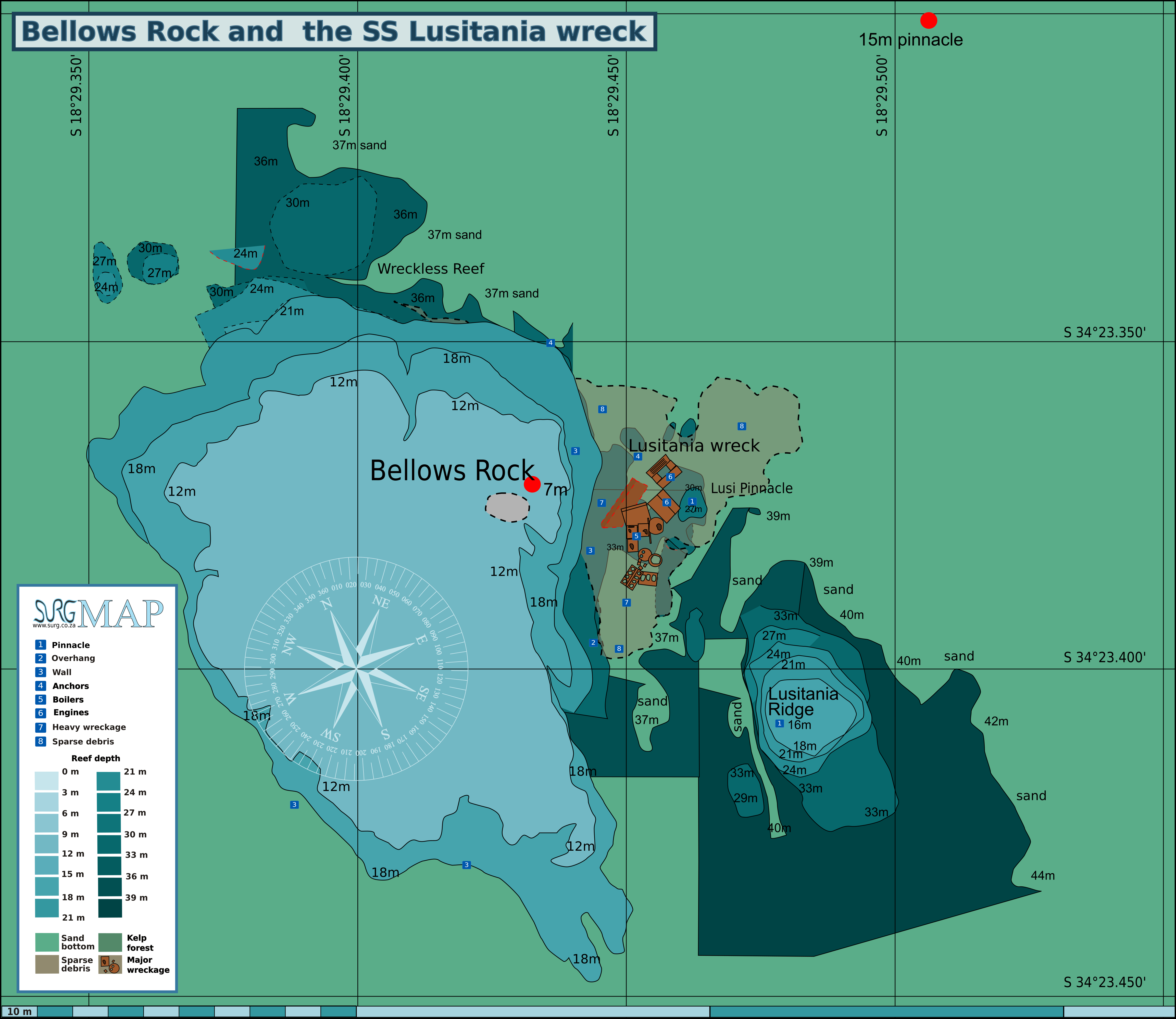
Mapa del lugar del naufragio del SS Lusitania

El buque naufragó en Bellows Rock, frente a Cabo Point (Sudáfrica), a las 24.00 horas del 18 de abril de 1911, debido a la niebla, cuando se dirigía a Lourenço Marques (actual Maputo,  Mozambique) con 25 pasajeros de primera clase, 57 de segunda y 121 de tercera, y 475 trabajadores africanos. De las 774 personas que iban a bordo, ocho murieron al volcar un bote salvavidas.
El 20 de abril, el buque se deslizó fuera de la roca, cayendo a 37 metros de profundidad al este de la misma. El pecio se ha convertido en un lugar de buceo recreativo bastante conocido, pero a 33-40 metros, es más profundo de lo recomendado para el buceador recreativo medio, y las corrientes y rompientes sobre el arrecife lo convierten en una inmersión moderadamente desafiante.
El hundimiento del Lusitania impulsó a las autoridades locales a construir un nuevo faro en la punta del Cabo.